# Prapawit Jaroentat
Prapawit Jaroentat (thailändisch ประภวิษณุ์ เจริญทัศน์, * 25. August 1999), auch als Tum bekannt, ist ein thailändischer Fußballspieler.

## Karriere
Prapawit Jaroentat steht seit 2020 beim Navy FC unter Vertrag. Wo er vorher gespielt hat, ist unbekannt. Der Verein aus Sattahip in der Provinz Chonburi spielte in der zweiten Liga, der Thai League 2. Sein Zweitligadebüt gab er am 6. Februar 2021 im Heimspiel gegen den Samut Sakhon FC. Hier wurde er in der 82. Minute für Kanin Ketkaew eingewechselt. Nach der Hinrunde 2021/22 wurde sein Vertrag nicht verlängert. Zur Rückrunde schloss er sich dem Drittligisten Uthai Thani FC an. Mit dem Verein aus Uthai Thani spielte er in der Northern Region der Liga. Am Ende der Saison 2021/22 feierte er mit Uthai Thani die Meisterschaft der Region. In der National Championship, den Aufstiegsspielen zur zweiten Liga, belegte man den ersten Platz und stieg nach einer Saison in der Drittklassigkeit wieder in zweite Liga auf. Für Uthai Thani bestritt er sieben Ligaspiele. Ende Juli 2022 verpflichtete ihn der Bangkoker Zweitligist Kasetsart FC. Für den Hauptstadtverein bestritt er 16 Zweitligaspiele. Im Juli 2023 wechselte er nach Pattaya zum Zweitligaaufsteiger Pattaya United FC. In der Hinrunde bestritt er ein Zweitligaspiel für den Verein aus dem Seebad Pattaya. Die Rückrunde 2023/24 stand er beim Drittligisten RBRU Chanthaburi United FC in Chanthaburi unter Vertrag. Mit dem Klub bestritt er acht Ligaspiele in der Eastern Region der Liga. Im Juli 2024 wechselte er wieder in die zweite Liga. Hier schloss er sich in Chainat dem Chainat Hornbill FC an.

## Erfolge
Uthai Thani FC
- Thai League 3 – North: 2021/22
- Thai League 3 – National Championship: 2021/22  ▲